# Walter Ulbricht
Walter Ernst Paul Ulbricht (30 tháng 6 năm 1893 - ngày 01 tháng 8 năm 1973) là một chính trị gia cộng sản Đức. Ulbricht đã đóng một vai trò hàng đầu trong việc lập ra Đảng Cộng sản Đức thời Weimar và sau này (trải qua các năm Đức Quốc xã cai trị sống lưu vong ở Pháp và Liên Xô) trong việc phát triển sớm và thành lập Đông Đức (Cộng hòa Dân chủ Đức). Là bí thư đầu tiên của Đảng Thống nhất Xã hội chủ nghĩa 1950-1971, ông là người ra quyết định hàng đầu ở Đông Đức. Từ cái chết của Chủ tịch Wilhelm Pieck năm 1960, ông cũng là người đứng đầu nhà nước Đông Đức cho đến khi qua đời vào năm 1973.